# HMS Cambrian (1841)
Pour les autres navires du même nom, voir HMS Cambrian.
Le HMS Cambrian est un navire de ligne de cinquième rang portant 36 canons en service dans la Royal Navy de 1841 à 1892.

## Histoire
Le HMS Cambrian est lancé à Pembroke Dock le 5 juillet 1841. Le 20 août, il est mis en service sous les ordres du capitaine Henry Ducie Chads (en).
Vers la fin de l'année, il fait route vers Bombay avec à son bord le nouveau Gouverneur général des Indes. Il continue ensuite vers la Chine, patrouillant entre Hong Kong, Canton et Singapour. Dans cette dernière ville, en février 1845, il porte assistance à la frégate américaine USS Constitution, dont l'équipage est décimé par la dysenterie et les fièvres. Le 15 décembre 1860, il quitte Hong Kong pour la dernière fois et rentre en Europe.
En 1872, il est converti en ponton, avant de servir d'usine flottante à partir de 1880.
Le 12 janvier 1892, il est revendu à M. J. Read.